# هارفي هارولد مكمان
هارفي هارولد مكمان هو سياسي كندي، ولد في 20 سبتمبر 1887، وتوفي في 17 نوفمبر 1959. انتخب عضو المجلس التشريعي من ساسكاتشوان.